# Trentepohlia (Mongoma) pumila
Trentepohlia (Mongoma) pumila is een tweevleugelige uit de familie steltmuggen (Limoniidae). De soort komt voor in het Australaziatisch gebied.